# 布瓦凱運動場
布瓦凱運動場（法語：Stade Bouaké）是一座位於科特迪瓦布瓦凯的多用途運動場，目前主要用作足球比賽。運動場能容納35,000名觀眾。
此運動場連同費利克斯·烏弗埃-博瓦尼體育場皆是為了1984年非洲國家盃而興建。
運動場現正進行翻修，並將會舉行2023年非洲國家盃的部分賽事。

## 內戰期間
布瓦凱運動場在象牙海岸革命戰爭期間曾被科特迪瓦新軍所控制，期間運動場被禁止舉行任何體育活動。